# Alfred Gesswein
Alfred Gesswein (* 6. Januar 1911 in Ungarisch-Altenburg; † 13. Mai 1983 in Wien) war ein österreichischer Lyriker, Hörspielautor und Grafiker.
Alfred Gesswein beschäftigte sich in seiner Landschafts- und Naturlyrik sowohl mit phantastischen Motiven (60er Jahre) als auch mit aktuellen Umweltproblemen. Er war Herausgeber der literarischen Jahrbücher Konfigurationen (1965–72) und Mitherausgeber der Literaturzeitschrift Podium (1971ff.).
Nach ihm wurde der Alfred-Gesswein-Literaturpreis benannt.

## Werke
Lyrik: 
- Leg in den Wind dein Herz, 1960
- An den Schläfen der Hügel, 1965
- Vermessenes Gebiet, 1967
- Der gläserne November, 1968
- Rama dama, Rama woima, Rama miasma, 1975
- augfeude schtod, 1976 (Dialektgedichte)
- Zielpunkte, 1977
- Kartenhäuser, 1981

Hörspiel: 
- Dreiunddreißig, 1971